# Коэн, Джеффри Джей
Дже́ффри Джей Ко́эн (англ. Jeffrey Jay Cohen; 22 июня 1965) — американский актёр кино и телевидения, наиболее известен по роли скинхеда и члена банды Биффа Танена в серии фильмов «Назад в будущее».

## Биография
Дебютировал в кино с небольшой роли в фильме Кэри Мидоуэй в фильме «Отель „Парадайз“». В том же году сыграл роль члена банды Биффа Танена в фильме «Назад в будущее», он вернулся к этой роли в «Назад в будущее 2» и сыграл члена банды Дугласа Нидлса в «Назад в будущее 3». Изначально, Коэн проходил пробы на роль Биффа Танена, но показался не устрашающим в противостояние с Эриком Штольцем. Режиссёр Боб Гейл заметил, что если бы Майкл Джей Фокс был изначально выбран на роль Марти Макфлая, Коэн вероятно сыграл Биффа Танена.
В том же году сыграл в романтической комедии «Тайный поклонник» в роли Барри. Сыграл одни из главных ролей в фильмах «Клин клином» и «Директор». Появлялся на экране в фильме ужасов «Телефон дьявола» и комедии «Почти знаменит».

## Фильмография
| Год       |   | Русское название           | Оригинальное название       | Роль                      |
| --------- | - | -------------------------- | --------------------------- | ------------------------- |
| 1984—1985 | с | V                          | The Original Miniseries     | Тони Бакер                |
| 1985      | ф | Отель „Парадайз“           | Paradise Motel              | стрелок Спинелли          |
| 1985—1987 | с | Удивительные истории       | Amazing Stories             | Берт                      |
| 1985      | ф | Назад в будущее            | Back to the Future          | скинхед                   |
| 1985      | ф | Тайный поклонник           | Secret Admirer              | Барри                     |
| 1986      | ф | Клин клином                | Fire with Fire              | картограф                 |
| 1987      | ф | Папочка                    | Daddy                       | Дьюи                      |
| 1987      | ф | Директор                   | The Principal               | Уайт Зак                  |
| 1988      | ф | Телефон дьявола            | 976-EVIL                    | Маркус                    |
| 1989—2001 | с | Спасатели Малибу           | Baywatch                    | чувак                     |
| 1989      | ф | Назад в будущее 2          | Back to the Future II       | скинхед                   |
| 1990      | ф | Назад в будущее 3          | Back To The Future Part III | член банды Дугласа Нидлса |
| 1994      | ф | Объект страсти             | Object of Obsession         | бездомный                 |
| 1994      | с | Долина кукол               | Valley of the Dolls         | Сет Штейн                 |
| 1996—2000 | с | Полицейские на велосипедах | Pacific Blue                | Поли Рейнольдс            |
| 1996—2001 | с | Третья планета от Солнца   | 3rd Rock from the Sun       | Фрэнк                     |
| 1998      | ф | Ночной звонок              | The Night Caller            | велосипедист              |
| 1998—2000 | с | Китайский городовой        | Martial Law                 | Тони                      |
| 1999      | ф | Пираты Силиконовой долины  | Pirates of Silicon Valley   | в титрах не указан        |
| 1999—2002 | с | Провиденс                  | Providence                  | Митч                      |
| 2000      | ф | Почти знаменит             | Almost Famous               | Роуди Скалли              |